# 各務ケ原駅
各務ケ原駅（かがみがはらえき）は、岐阜県各務原市鵜沼各務原町一丁目にある、東海旅客鉄道（JR東海）高山本線の駅である。駅番号はCG04。
当駅のある各務原市に類似した駅名であるが市名や近接する名電各務原駅は、表記が「各務原」で読みは「かかみがはら」であるのに対して、駅名は表記が「各務ケ原」で読みは「かがみがはら」である。

## 歴史
- 1920年（大正9年）11月1日：高山線（1934年、高山本線に改称）の岐阜駅 - 各務ケ原駅間開通と同時に、その終着駅として開業し、旅客および貨物の取り扱いを開始する[2]。
- 1921年（大正10年）11月12日：高山線が美濃太田駅まで延伸し、途中駅となる。
- 1961年（昭和36年）5月21日：貨物の取り扱いを廃止する[2]。
- 1969年（昭和44年）1月1日：荷物扱い廃止[3]。無人駅となる[4]。
- 1978年（昭和53年）10月：駅舎改築[5]。
- 1987年（昭和62年）4月1日：国鉄分割民営化に伴い、東海旅客鉄道（JR東海）の駅となる[2]。コンビニエンスストア「サンレール各務ケ原」が開店[6]。
- 2010年（平成22年）3月13日：ICカード「TOICA」の利用が可能となる[7]。
- 2018年（平成30年）11月：駅舎の元テナント部分が取り壊され、駅部のみに改築される。

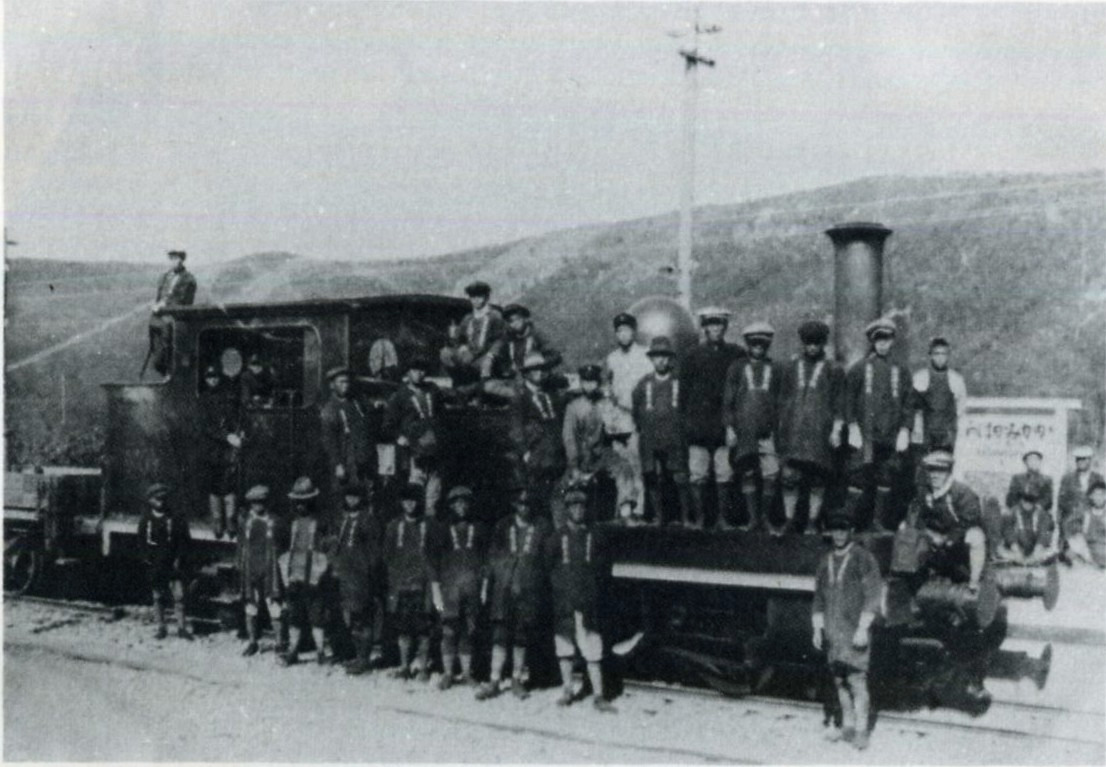
開業当時の工事関係者集合写真。駅名標が判読できる。
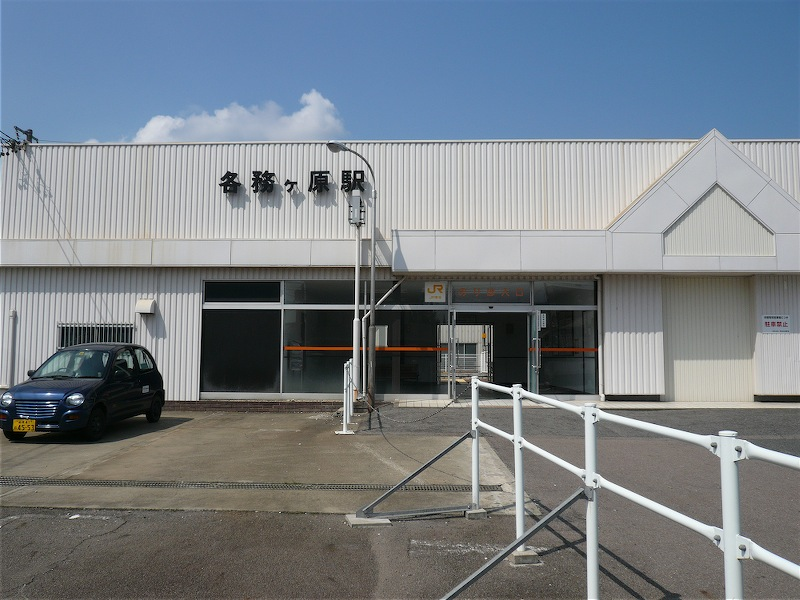
テナント併設時代の駅舎（2007年、店舗撤退後）。

## 駅構造
岐阜駅管理の無人駅で、現在の駅舎は1978年（昭和53年）10月に改築されたものである。改築当初は駅舎にオートレストランが入居していたが、民営化と同時にコンビニ「サンレール」に代わった。その後、同店舗も閉店したため、現在は駅部のみ機能し、テナント部は閉ざされている。
相対式ホーム2面2線を有する地上駅。高速通過 (110km/h) 可能な両開き分岐器（Y字ポイント）に取り換えられている。

### のりば
| 番線 | 路線        | 方向 | 行先               |
| ---- | ----------- | ---- | ------------------ |
| 1    | CG 高山本線 | 上り | 岐阜・名古屋方面   |
| 2    | CG 高山本線 | 下り | 美濃太田・高山方面 |

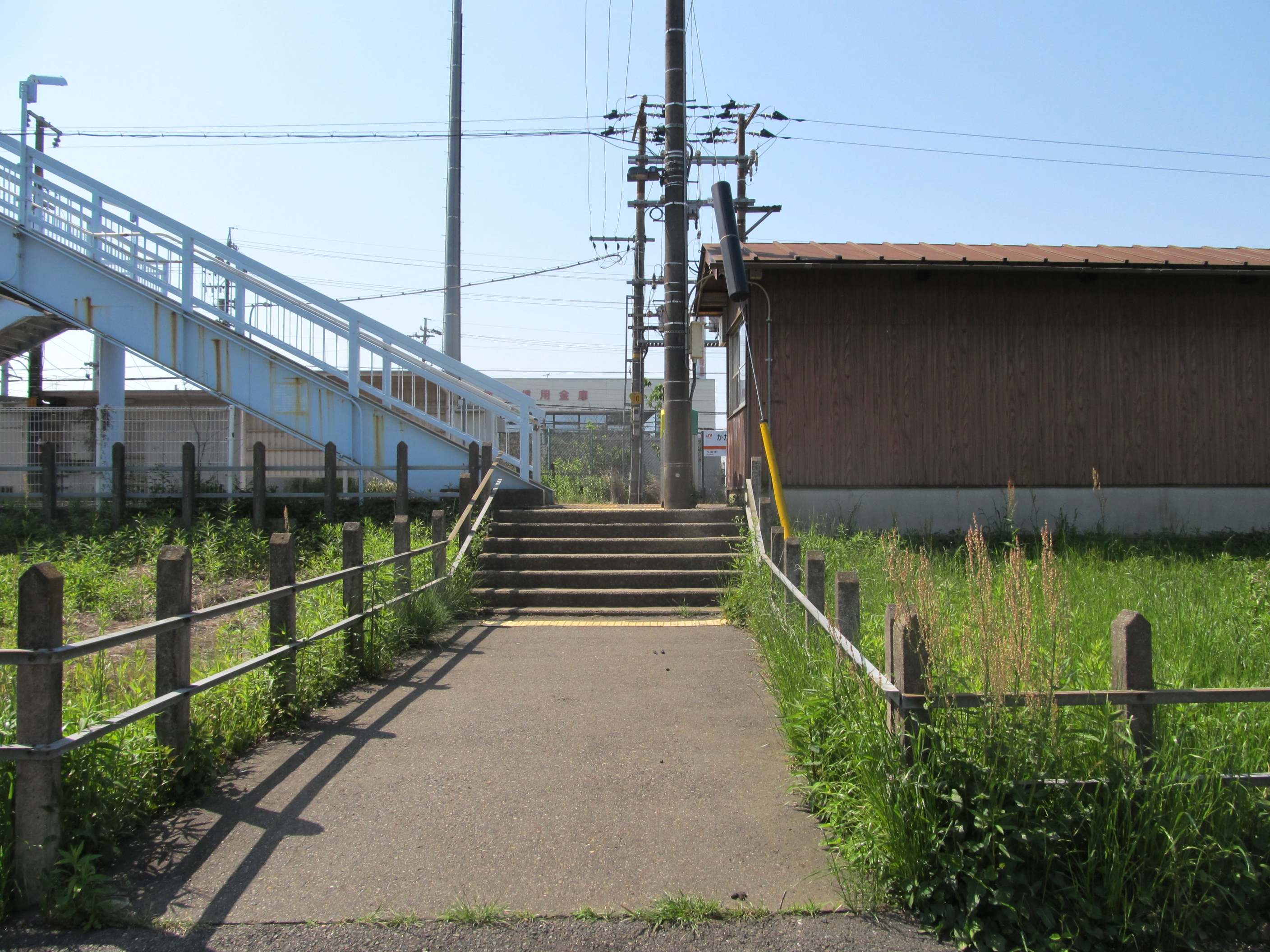
北口
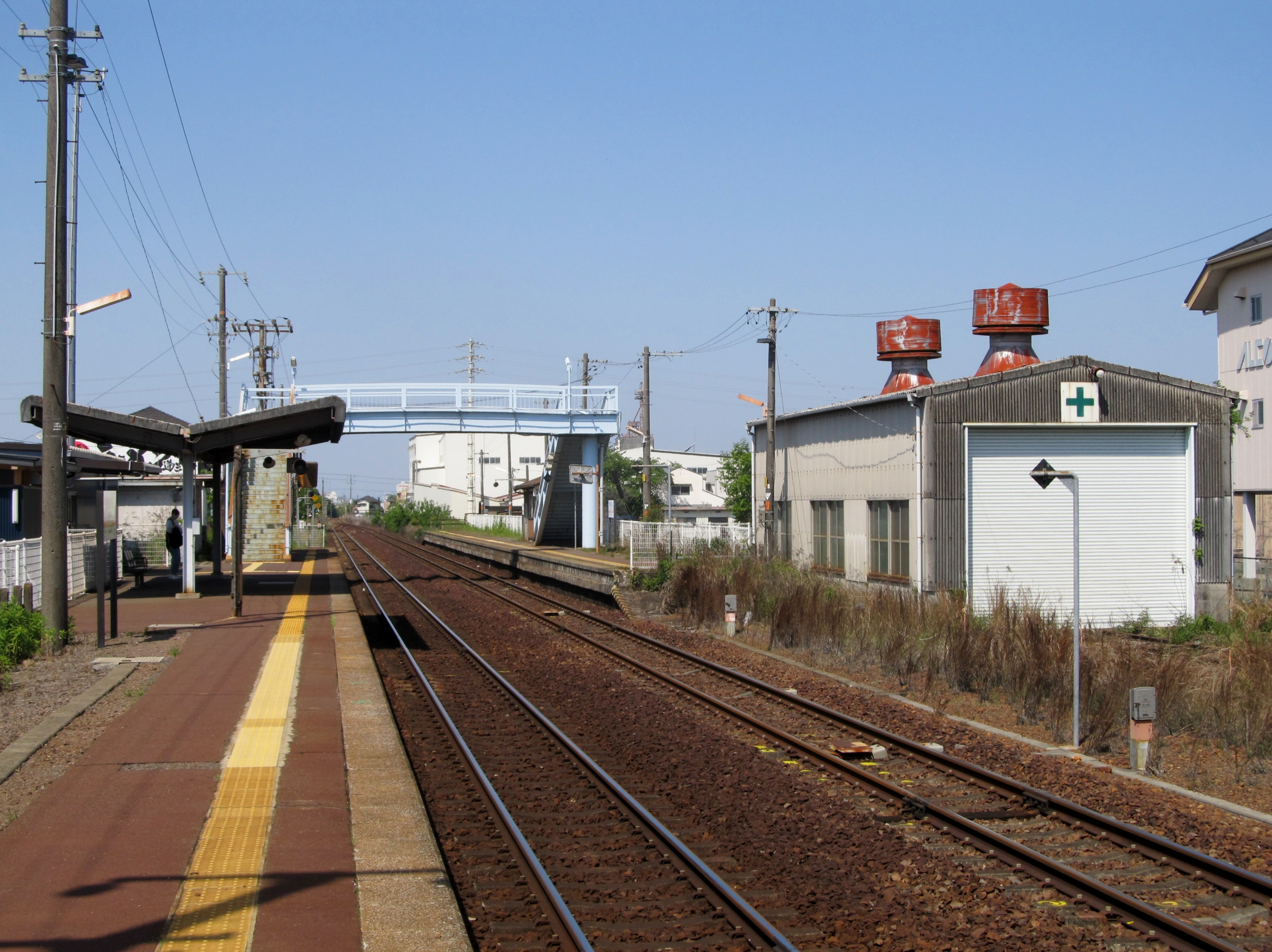
ホーム
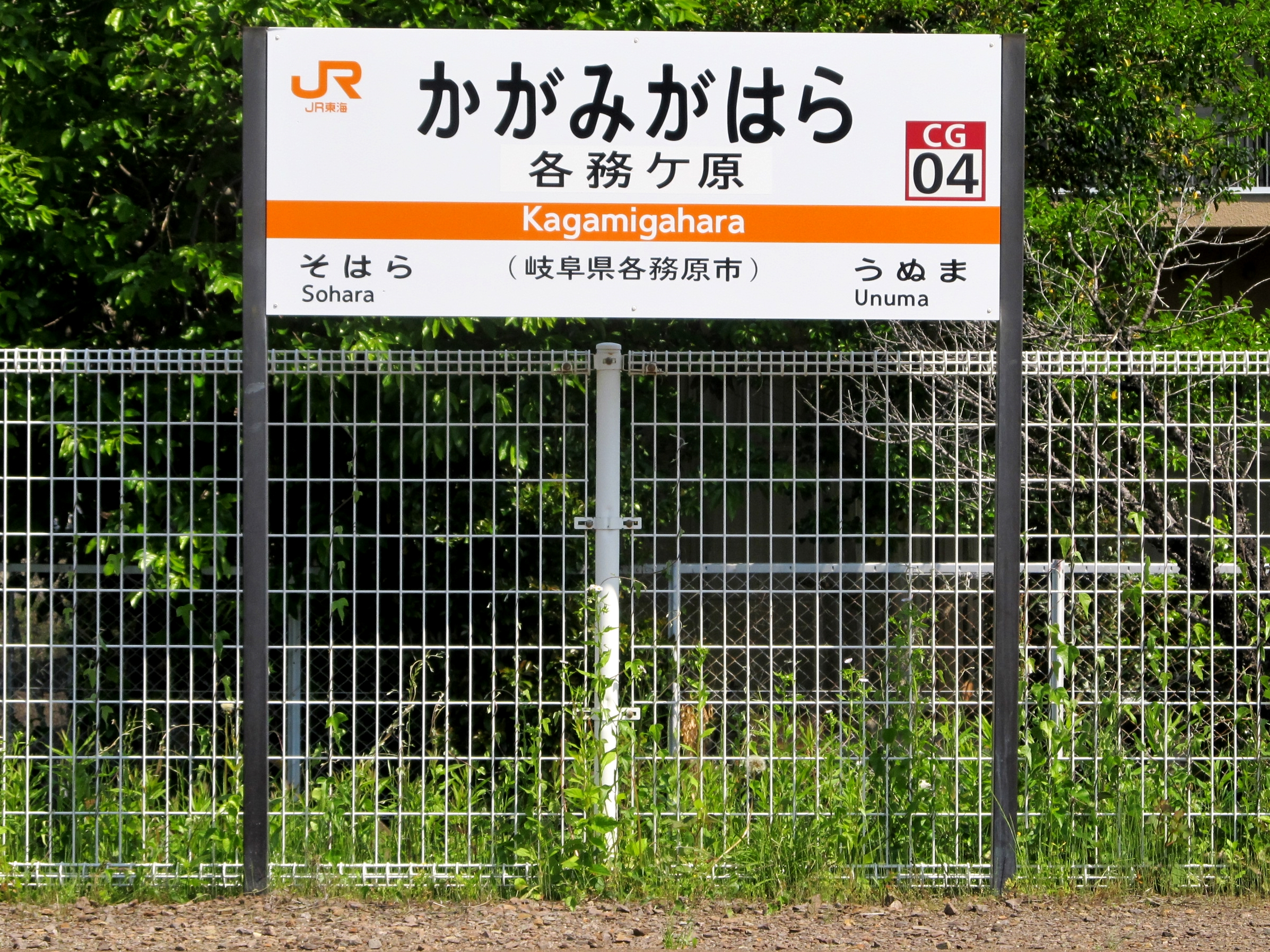
駅名標

## 利用状況
一日平均の乗車人員は以下の通りである。
- 2006年度 - 381人
- 2007年度 - 394人
- 2008年度 - 410人
- 2009年度 - 390人
- 2010年度 - 400人
- 2011年度 - 412人
- 2012年度 - 408人
- 2013年度 - 428人
- 2014年度 - 426人
- 2015年度 - 434人
- 2016年度 - 441人
- 2017年度 - 443人
- 2018年度 - 457人

## 駅周辺
- 名古屋鉄道各務原線 名電各務原駅
- 各務原市ふれあいバス 東西線・東西線朝夕便 バス停
- 岐阜信用金庫 各務原駅前支店
- 国道21号
- 岐阜県立岐阜各務野高等学校 各務原東校舎
- アピタ各務原店

## 隣の駅
東海旅客鉄道（JR東海）
CG 高山本線
蘇原駅 (CG03) - 各務ケ原駅 (CG04) - 鵜沼駅 (CG05)